# Silas Brasileiro
Silas Brasileiro ComMM (Patrocínio, 22 de outubro de 1943) é um político brasileiro filiado ao Movimento Democrático Brasileiro (MDB). Por Minas Gerais foi deputado federal por seis mandatos, secretário da Agricultura durante o governo Aécio Neves e prefeito de Patrocínio. Foi também secretário-executivo do Ministério da Agricultura durante o governo Lula.
É empresário, cooperativista e produtor rural. Atualmente é candidato a Deputado Federal e exerce o cargo de Presidente do Conselho Nacional do Café - CNC, desde de 2011.

## Biografia
Se filiou ao PMDB em 1982. Foi eleito e exerceu seu mandato de 1989 a 1992. Realizou muitas obras em sua cidade e concluiu o mandato com 96% de aprovação de seus conterrâneos.[carece de fontes?]
Se candidatou a deputado federal por Minas Gerais, tendo sido eleito e empossado em 1995 na Câmara dos Deputados, e ainda se tornou o primeiro deputado federal eleito pela sua cidade.
Em 1998, como deputado, Silas foi admitido pelo presidente Fernando Henrique Cardoso à Ordem do Mérito Militar no grau de Comendador especial.
Foi eleito suplente de deputado federal em 2014, para a 55.ª legislatura (2015-2019), pelo PMDB. Assumiu o mandato enquanto George Hilton, da mesma coligação, ocupou o ministério dos Esportes.
Foi indicado e empossado como Secretário de Estado da Secretaria de Estado da Agricultura, Pecuária e Abastecimento de Minas Gerais, no período de 2004 a 2006 e Secretário-Executivo do Ministério da Agricultura, Pecuária e Abastecimento, no período de 2007 a 2009. Atualmente exerce o cargo de Presidente do Conselho Nacional do Café, órgão máximo de representação da Cafeicultura Brasileiro, desde o ano de 2011.